# Joods Historisch Museum
Joods Historisch Museum (Det Jødiske Historiske Museum) er et museum i Amsterdam tilegnet jødisk historie, kultur og religion i Holland samt i resten af verden. Museet er det eneste i Holland, som udelukkende omfatter den jødiske historie.
Joods Historisch Museum åbnede sin første udstilling den 24 februar 1932, hvor det var indrettet i vejehuset (Waag) på torvepladsen Nieuwmarkt. Under den tyske besættelse af Holland under 2. verdenskrig blev museet tvunget til at lukke, og en stor del af samlingerne gik tabt. Museet genåbnede i 1955, og i 1987 flyttede det til sin nuværende beliggenhed ved pladsen Jonas Daniël Meijerplein, hvor det blev indrettet i fire tidligere synagoger nær Den Portugisiske Synagoge. En længerevarende renovering af museet blev afsluttet i 2007.
Det er blandt landets mest besøgte museer.

## Eksterne links
- Joods Historisch Museum – officiel website

52°22′02″N 04°54′14″Ø / 52.36722°N 4.90389°Ø